# Colorado Springs Switchbacks
Die Colorado Springs Switchbacks (voller Name Colorado Springs Switchbacks FC) sind ein US-amerikanisches Fußball-Franchise der USL Championship aus Colorado Springs, Colorado.

## Geschichte
2013 gründete Martin Ragain, Eigentümer eines Unternehmens für Mechanik und Elektrik, die Ragain Sports, LLC. Dieses Unternehmen erwarb die Lizenz für eine USL Pro Mannschaft. Am 11. März 2014 wurde mit dem ehemaligen US-Nationalspieler Steve Trittschuh, der erste Trainer der Mannschaft verpflichtet.

## Stadion
- Sand Creek Stadium; Colorado Springs, Colorado (2015–2020)

Das Fußballstadion wurde 2014 gebaut und fasst 3.500 Zuschauer. Später bekannt als Weidner Field und seit dem 15. Oktober 2020 als Switchbacks Training Stadium bekannt.
- Weidner Field; Colorado Springs, Colorado (seit 2021)

Das Weidner Field wurde am 24. April 2021 eröffnet und bietet 8.000 Sitzplätze. Der Name "Weidner Field" wurde am 15. Oktober 2020 offiziell vom alten auf das neue Stadion übertragen. Die alte Spielstätte mit 5000 Plätzen wurde in Switchbacks Training Stadium umbenannt.

## Saisonstatistik
| Jahr | Ligenstufe | Liga | Regular Season                     | Play-offs                | U.S. Open Cup | Zuschauerdurchschnitt |
| ---- | ---------- | ---- | ---------------------------------- | ------------------------ | ------------- | --------------------- |
| 2015 | 3          | USL  | 3. Platz, West                     | Conference Halbfinale    | 4. Runde      | 2.723                 |
| 2016 | 3          | USL  | 3. Platz, West                     | Conference Viertelfinale | 4. Runde      | 3.152                 |
| 2017 | 2          | USL  | 9. Platz, West                     | nicht qualifiziert       | 3. Runde      | 3.389                 |
| 2018 | 2          | USL  | 11. Platz, West                    | nicht qualifiziert       | 3. Runde      | 3.804                 |
| 2019 | 2          | USLC | 18. Platz, West                    | nicht qualifiziert       | 3. Runde      | 4.005                 |
| 2020 | 2          | USLC | 13. Platz, West 3. Platz, Gruppe C | nicht qualifiziert       | abgesagt      | N/A                   |
| 2021 | 2          | USLC | 5. Platz, West 3. Platz, Mountain  | Conference Viertelfinale | abgesagt      | 5.432                 |
| 2022 | 2          | USLC | 3. Platz, West                     | Conference Viertelfinale | 2. Runde      | 7.199                 |
| 2023 | 2          | USLC | 5. Platz, West                     | Conference Viertelfinale | 2. Runde      | 7.753                 |
| 2024 | 2          | USLC | 2. Platz, West                     | Meister                  | 4. Runde      |                       |